# Longherone (aeronautica)

Schema semplificato della struttura dell'ala di un aeroplano; il longherone, in questo caso singolo, è l'elemento parallelo all'apertura evidenziato in rosso.

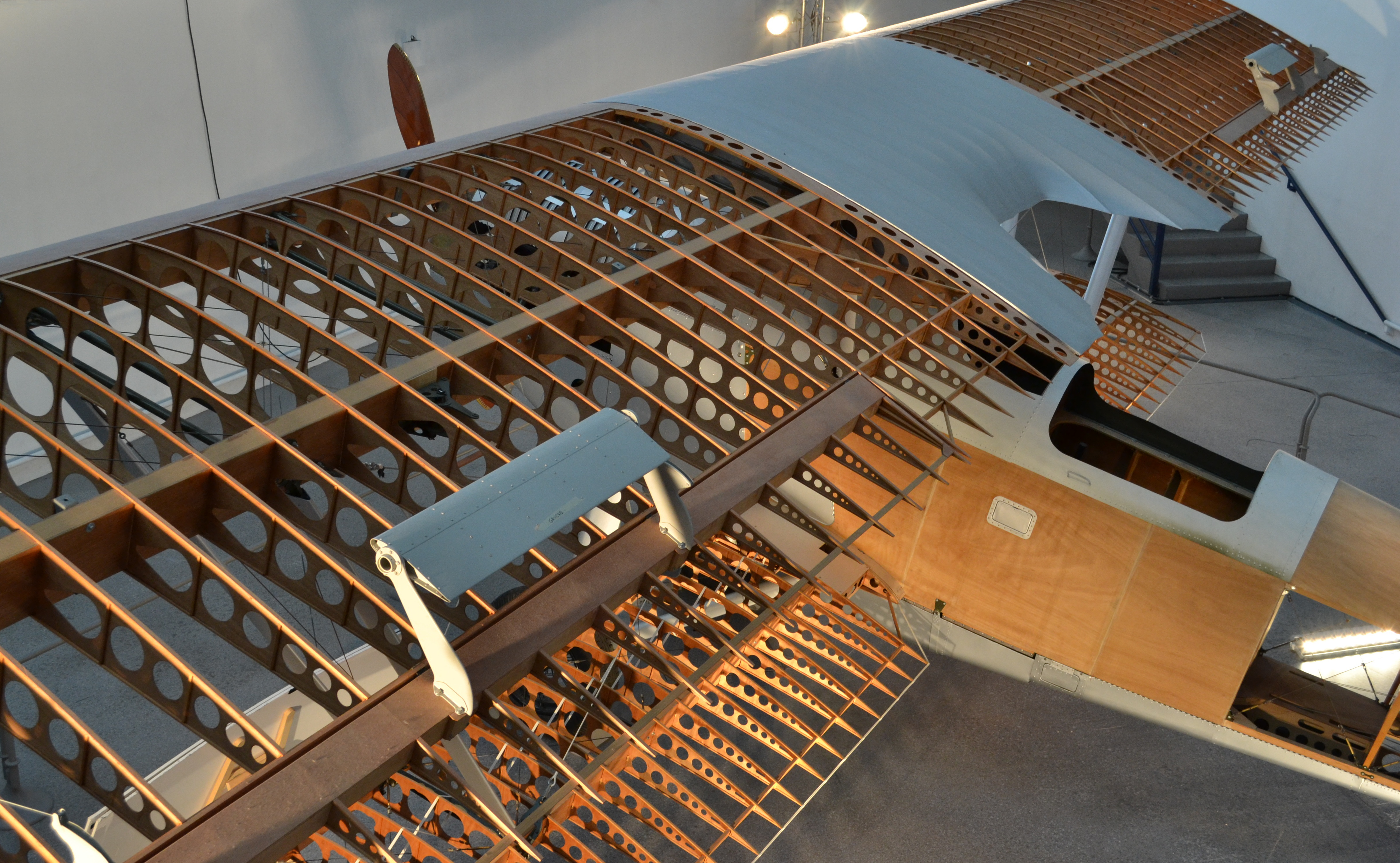
La struttura alare di questo Potez 25, conservato presso il Musée de l'Air et de l'Espace di Le Bourget, è stata resa visibile rimuovendo il rivestimento in tela che la ricopriva.

Nell'ambito delle costruzioni aeronautiche, un longherone è un componente della struttura dell'ala o dell'impennaggio di un aeromobile; costituito sostanzialmente da una trave disposta parallelamente all'apertura, svolge come funzione principale quella di assorbire i carichi flettenti e gli sforzi di taglio che agiscono sull'ala stessa. Perpendicolarmente al longherone, o ai longheroni nei casi in cui la struttura dell'ala sia composta da due o più di essi, sono vincolate le centine. Vengono tuttavia chiamati longheroni anche i principali tra i correnti longitudinali che servono per l'irrigidimento delle fusoliere (e gli elementi trasversali ad essi collegati sono noti come ordinate).
Sugli aeroplani delle prime generazioni (a bordo dei quali, peraltro, parte delle sollecitazioni agenti sulle ali erano assorbite da cavi di rinforzo o da controventature rigide esterne) i longheroni erano normalmente costruiti in legno: o come semplici travi, eventualmente alleggerite, o come strutture più elaborate (e, a parità di peso, più robuste) con sezione "a C", "a doppia T" o "a scatola"; i carichi flettenti e taglianti erano così ripartiti tra le solette di rinforzo e le anime dei longheroni.
Con l'aumentare delle prestazioni dei velivoli e con l'affermarsi in campo aeronautico delle strutture metalliche cominciarono a diffondersi longheroni, a loro volta metallici, con strutture a traliccio (in grado di sopportare anche i carichi torcenti) o basate su profilati chiodati. Costruzioni più articolate, composte da tralicci, solette e montantini, furono impiegate sempre più spesso con l'ulteriore incremento dei carichi alari, mentre i longheroni tubolari non furono mai molto diffusi a causa del loro rapporto robustezza-peso relativamente svantaggioso.
Più tardi andò diffondendosi anche l'impiego di strutture alari "a cassone", in cui i longheroni sono ridotti a anime verticali che collegano il ventre e il dorso dell'ala, entrambi costruiti con un materiale (metallico) in grado di assorbire direttamente gran parte delle sollecitazioni (si parla di rivestimento lavorante). La rigidezza della struttura, in questo caso, è garantita dai correntini e dalle centine che sono disposti rispettivamente parallelamente e perpendicolarmente ai longheroni. Le ali a cassone, composte di fatto da una serie di celle comprese tra longheroni e centine contigui (le quali celle ben si prestano a essere isolate e impiegate come serbatoi di carburante) resistono bene ai cedimenti di singoli loro elementi.